# Шале (Же)
Шале (фр. Challex) је насељено место у Француској у региону Рона-Алпи, у департману Ен (Рона-Алпи).
По подацима из 2011. године у општини је живело 1268 становника, а густина насељености је износила 146,25 становника/km².

## Демографија
| 1962. | 1968. | 1975. | 1982. | 1990. | 2011. |
| ----- | ----- | ----- | ----- | ----- | ----- |
| 479   | 545   | 712   | 817   | 967   | 1.268 |